# 中国新闻社

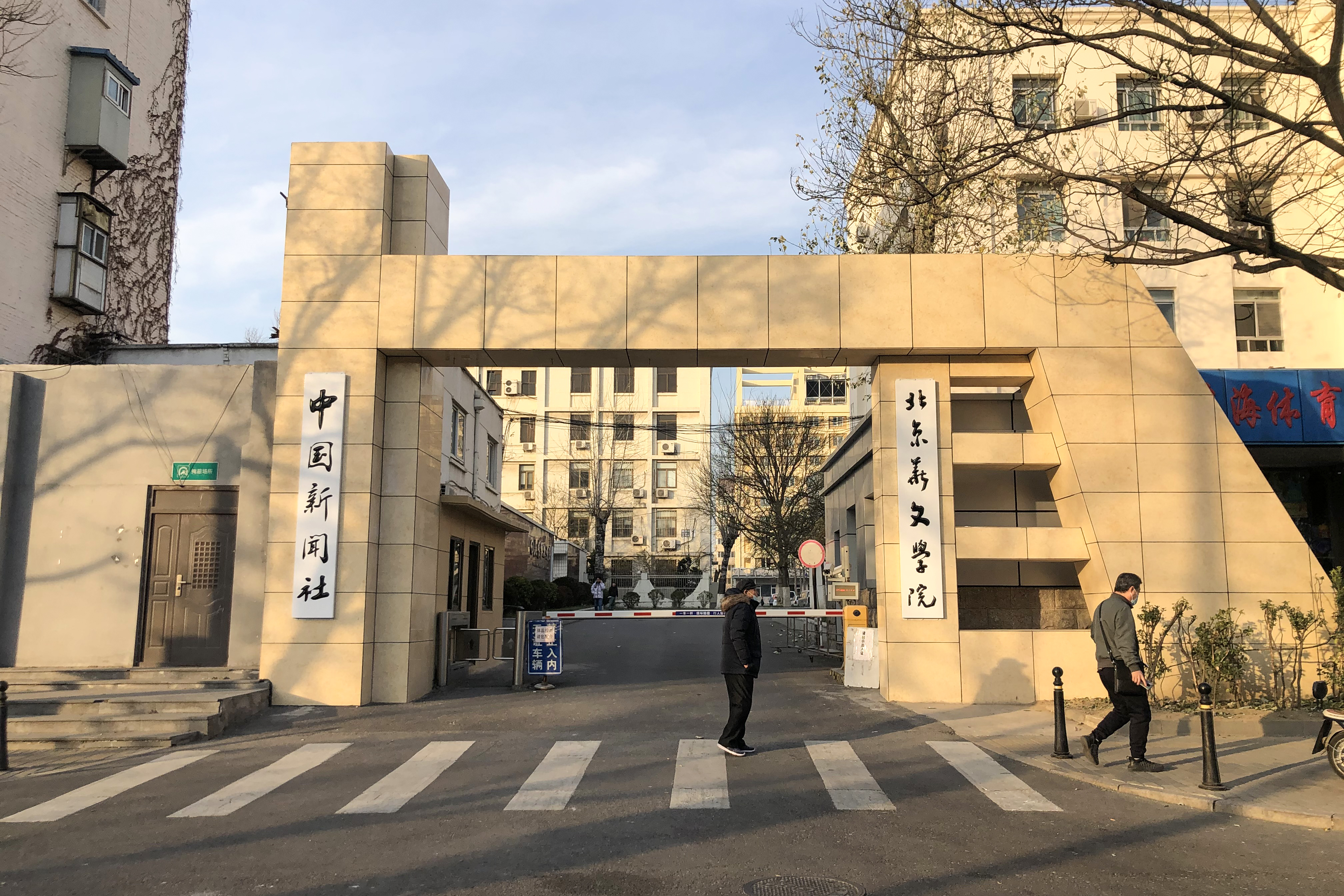
中新社南门，同时挂有北京华文学院牌匾

中国新闻社（英語：China News Service）简称中新社，是中华人民共和国的一家国营通讯社。其自身定位为“以对外报道为主要新闻业务的国家级通讯社，是以台港澳同胞、海外华侨华人和与之有联系的外国人为主要服务对象的国际性通讯社”。是中共中央统一战线工作部直属事业单位。

## 歷史

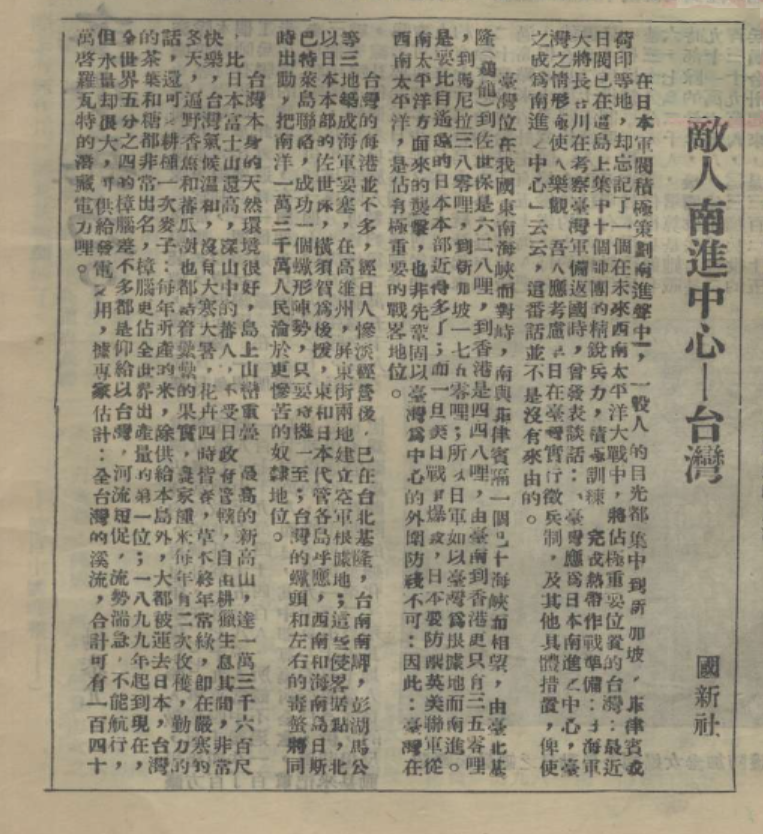
1941年国新社供稿《文萃月报》文章《敵人南進中心──台灣》

中新社的前身是1938年在周恩来参与策划下，由范长江、胡愈之等发起成立的“国际新闻社”（简称“国新社”）。国新社自创办起便开始向世界传递中国抗日战争讯息。抗日战争和第二次国共内战时期，国新社在中国共产党领导下开展新闻事业，专门向国统区和海外华侨报提供通讯稿和专稿。1939年到1940年夏是国新社鼎盛时期，桂林总社、香港分社及广州办事处的发稿业务包括：对国外发英文《远东通讯》，对海外华侨发《祖国通讯》、《国新通讯》，对国内发《国际新闻通讯》和普发国内外的特约专稿。采用国新社稿件的，除了中国共产党领导下的《新华日报》、《华商报》外，还有国统区报刊以及东南亚、美国、印度、澳大利亚、非洲的华侨报纸，共超过150家。
1949年中华人民共和国成立后，中共中央领导人认为有必要成立一家直接向海外华文报纸供稿的通讯社，使海外华侨报纸有中华人民共和国新闻的直接来源。1952年5月，中共中央对外联络部部长王稼祥召集中央有关部门负责人，开始筹建中国新闻社（简称“中新社”）。中新社聚集起的新闻专业人士有的是海外华文报刊的主笔、总主笔，有的是社论撰稿人，有的曾经在英屬香港从事新闻工作；他们熟悉海外华侨心态，具备丰富的华文报刊工作经验，对外曾发表过大批具备影响力的新闻作品。经刘少奇定名，1952年9月14日中国新闻社由中华人民共和国新闻界和侨界知名人士发起成立，并于1952年10月1日正式对海外播发第一篇电讯通稿《首都纪念国庆节举行隆重阅兵式》。廖承志是中新社的创办人和领导者，发起创办中新社的还有金仲华、胡愈之、洪丝丝等文化界、新闻界知名人士。金仲华任第一任社长。中新社初创时，廖承志便明确提出了爱国主义的报道方针。廖承志说，爱国主义和国际主义教育相结合，把“爱祖国”和“爱当地人民”相结合，这应该是华侨工作方针的主要内容。
1956年3月，中新社召开了为期半个月的整编会议，明确了中新社是负责供应海外（包括港澳）华文报刊各种稿件的“华侨通讯社”；并成立了社务委员会及编辑委员会；建立了广播、通讯、图片、专稿四个编辑部及广东、福建、香港三个办事处。由此中新社基本建立起了通讯社的组织和业务架构。
1960年代，尽管国内遭遇三年困难时期，国际发生印度尼西亚（在九三〇事件中）、印度（在中印边界战争中）等国的排华风波，但中新社的报道工作依然获得突破——开始报道国际新闻，加强了新闻、出版、画报、图片、电影、文艺以及对海外华文报刊的调研等业务。其中，1958年筹建的电影队摄制了《北京漫游》、《齐鲁英豪》等多部风光片、纪录片，并在香港取得上映权；1963年第一次派记者出国采访，报道了在印度尼西亚举办的第一届新兴力量运动会。
“文革”开始后半年，随着“一月风暴”夺权运动，除“中国新闻广播”大致坚持记录新闻的广播外，社级及其他各部室先后陷入瘫痪。1969年初，国务院正式发出通知，撤销华侨事务委员会机构，原来由华侨事务委员会党组领导的中新社，后并归新华社领导。
当时对是否保留中新社存在不同意见，周恩来不同意撤销中新社，并亲自安排中新社并归新华社领导。合并后的中新社图片业务由新华社摄影部承担；中新社广播部和专稿部业务由新成立的“中国新闻组”（简称“中新组”）承担，该部门隶属新华社对外部，但发稿时仍用“中国新闻社”电头。1970年1月12日，新成立的中新组在新华社大楼606房正式办公并开始发稿。《中国新闻》每日出版发行，专稿及图片也恢复供稿。
1974年6月到7月，中新组全面总结1970年以来的工作，就中新社对外报道的若干重大问题进行了两个月讨论，将中新社的报道对象正式确定为“四种人”即“广大台湾同胞、港澳同胞、海外华侨和中国血统的外籍人”。
“文革”后期，邓小平复出主持中央日常工作，大力开展整顿，落实中国共产党对知识分子政策。在此背景下，中新组自1974年11月到1975年3月组织记者采访了40多位老知识分子，包括哲学家冯友兰、美学家朱光潜、史学家顾颉刚、语言学家王力、翻译家杨东莼、科学家卢嘉锡、生物学家童第周等人。这是“文革”以来首次如此集中报道知识分子，引发强烈反响，港澳及海外华文报纸纷纷刊登。
1974年春，回家探亲的中新社记者蔺安稳在得知陕西临潼出土了一批秦代陶俑后，很快采写出《秦始皇陵出土一批秦代武士陶俑》，这是全世界对秦始皇陵兵马俑的第一篇报道。该报道后获国务院副总理李先念批示。由于中新社的报道及中央领导的批示，在“文革”当时经济极其困难的时期，国家仍拨出巨款将秦始皇陵兵马俑保护起来。
1978年1月，国务院侨务办公室恢复成立。同年，中国新闻社恢复建制。1981年，中共中央宣传部发文明确，中新社是国家通讯社。中新社的老同志纷纷回来，新毕业的大学生不断调进，中新社的通稿、专稿、摄影报道逐步形成了独特风格。带电头的电讯通稿是中新社对外报道的重要形式，其风格是“实、宽、短、快、活”，重视选题、角度、细节及现场感，被业内称为“中新体”。专稿报道是中新社对外报道的另一重要形式，在过去因时、因地、因报制宜等经验的基础上，中新社进一步提出了“面向中间，反映现实”的专稿报道方针，专稿报道进一步转向重大现实题材，以之作为标志的业务结构调整使中新社专稿工作在中新社复办初期至1980年代中后期获得大发展。随着改革开放的深入，中新社也在各项常规及战役报道中成长，从未缺席重大政治报道如中国共产党全国代表大会和全国“两会”。中新社积极组织采访包括省委书记在内的地方政要、级别高开放度小的部门、各领域专家，报道风格平实、活泼、不拘一格。
1987年9月15日凌晨，中新社安排并接待抵达北京的台湾《自立晚报》记者李永得、徐璐对中国大陆的公开采访，他们是1949年以来首批到大陆采访的台湾记者，时任中新社港台部主任陈佐洱到机场迎接。1991年8月12日，中新社记者郭伟峰和新华社记者范丽青前往台湾采访“闽狮渔事件”，成为1949年后42年来首批进入台湾岛内的大陆记者。1992年11月，中新社和台湾《中国时报》社在台北共同举办研讨会，这是两岸媒体1949年后首次在台湾合办研讨会。1992年，中新社组成首个自费的大陆记者专题采访组赴台。1993年8月，中国国民党第十四次全国代表大会上，首次有两名中新社记者和一名新华社记者采访。
1990年代，中新社报道了1999年庆祝中华人民共和国成立五十周年、1997年和1999年港澳回归等重大新闻，并且在经济报道、科教文卫报道、重大突发事件报道、体育报道、侨务侨乡报道、对台报道、国际新闻报道等方面都取得进展。
1995年4月，中新社的www.chinanews.com从香港设立服务器进入国际互联网，成为亚洲上网最早的中文媒体。随着互联网技术的发展，中新社建成了卫星专线通信系统，更新改造了新闻采编系统。1999年1月1日中新社北京总社正式开通运行“中国新闻网”（简称“中新网”），当时域名为www.chinanews.com.cn。另外，新成立的“中国新闻图片网”兼有采编与销售功能，可每日24小时滚动播发即时图片。中新社除创办初期在广东、福建、上海、广西四大侨乡的分支机构及在香港设的办事机构外，还新建新设了多个境内外分社。
1996年，中新社成立海外中心，海外中心将通讯社单纯的“供稿业务”转变成“供版业务”，将“稿件落地”转变成“版面落地”。截至2011年，海外中心年对外供版超51500个，客户总数60家，涵盖美洲、大洋洲、亚洲、欧洲、非洲的30余个国家和地区。
2000年1月1日，中新社主办的时政类新闻杂志《中国新闻周刊》创刊号出版。自2007年起，《中国新闻周刊》开始外文版的出刊发行，到2012年实现了以英文、日文、韩文、意大利文出版5种版本，在东亚、北美、南亚、欧洲等四大经济圈发行。除了《中国新闻周刊》外，中新社旗下还有《华声视点》、《经济周刊》、《中华文摘》、《时代传媒》等刊物。
2001年9月16日至18日，中新社在中国南京举办首届世界华文传媒论坛。此后世界华文传媒论坛每两年举办一届。
2000年，中新社开展社内机构、人事制度改革。改革前中新社面临人员老化、活力缺乏、产业化水平低等问题。经过改革，中新社实现了领导干部年轻化、部分采编部门产业化、全面实行聘任制等等。
中新社是中华人民共和国对外传播的主要新闻机构，也是《国家“十一五”时期文化发展规划纲要》中重点扶持的10家新闻单位之一。另外，中新社还是中华人民共和国少数可采访党和国家领导人重要国务活动和外事活动新闻的媒体之一，拥有权威新闻的直接新闻来源。2009年6月，中新社被国家列入中央提高中国国际传播能力重点扶持的六家媒体之一。
2012年9月13日，中国新闻社成立60周年纪念大会在北京人民大会堂举行，中共中央政治局委员、中央书记处书记、中央宣传部部长刘云山出席并讲话，中共中央政治局常委、国务院总理温家宝为中国新闻社题词“传播中国声音，留下历史记忆”，中共中央政治局常委李长春及中共中央政治局常委、国务院副总理李克强分别发来贺信。
截至2012年，中新社已拥有46个境内外分社，在台湾设有驻点记者；拥有两千多人的员工队伍；拥有24小时不间断信息发布系统；拥有文字、图片、网络、特稿、供版、期刊、视频为七大主干的新闻产品体系；拥有广泛覆盖海外华文媒体的用户网络。
截至2017年，中新社有员工2000多人，总社设在北京，拥有46个境内外分社。在北京、纽约、香港设发稿中心。中新社建有多渠道、多层次、多功能的新闻信息发布体系，每日24小时不间断播发文字、图片、网络、视频、手机短信等新闻信息产品。

## 职能
中新社担负的职能主要是：“对外新闻报道的国家级通讯社，世界华文媒体信息总汇，国际性通讯社。”履行职能的主要形式分为四种：“一是传统形式的报道，包括文字、图片通稿，专稿等；二是新形式的报道，主要是网络、信息、视频、手机短信等；三是对海外华文报纸供版；四是社办报刊。”

## 主要业务

### 新闻通稿
向境外华文报刊提供文字、图片电讯通稿是中新社作为通讯社的传统主体业务。中新社每天播发文字通稿100条左右，实际新闻采集能力超过200条，中新社在通稿发稿数量方面有所控制。作为综合性通讯社，中新社报道题材涉及政治、经济、军事、文化、教育、体育、卫生、社会生活、港澳、海外华侨华人等各个领域，在新闻写作方面，已形成适合海外读者阅读习惯的“中新风格”。

### 图片新闻
中新社拥有30多名专职摄影记者和1000多名签约摄影师，每天向境外发布新闻图片70至80张，在海外华文媒体的采用率达到65%以上；另外每天对内发布各类图片250张左右，通过中国新闻图片网发布后，提供给国内的签约报纸和网络用户。有关政府部委连续数年委托中新社编辑制作大量图片作品，文字说明翻译成英文、阿拉伯文、俄文、法文、西班牙文等语种，分别发往156个国家的使馆等地，广泛参加世界各地文化交流活动。中新社图文通稿的海外用户目前签约数约300家，几乎全球所有的华文媒体都会成为中新社稿件的签约客户。

### 专电特稿
上世纪五十年代起，中新社的专稿就形成了一套行之有效的“点滴透露”的工作方法，重点向海外中间媒体提供独家稿件，在海外产生很大影响。香港《镜报》月刊、香港中国通讯社、法国《中国》季刊等世界各地不少媒体机构成为中新社长期的供稿对象，定期刊登中新社深度报道稿或言论稿等特稿。

### 新闻供版
目前中新社海外中心全部员工共50余人。海外中心平均每天供版为52版，相当于每日出版三份《人民日报·海外版》。海外中心目前为全球9个城市的12份报纸提供版面。其中日报4家：美国《侨报》、法国《欧洲时报》、巴西《南美侨报》、马尼拉《世界日报》等；另供周报有8家：洛杉矶《侨报周末》、纽约《美洲时报》、巴黎《欧洲联合周报》、奥地利维也纳《欧华侨报》、休斯敦《华夏时报》、芝加哥《辰报》、温哥华《环球华报》、荷兰《华侨新天地》等。
凡有重大事件，海外中心都制作报道专辑，如胡锦涛访美西藏五十年纪念、新疆五十年纪念、神六升空、纪念文化大革命四十周年、铁马行空（青藏铁路开通）、足球世界杯等系列报道等重大专辑。海外中心还加强原创评论供各报刊登，大约每天一篇，这些评论除在纽约和洛杉矶全部采用外，还在圣保罗、巴黎、温哥华等地被选用，迄今已发表1100篇，编选出版了三本作品集。

### 影视制作
中新社成立初期即按照廖承志的指示设有吴江等人领导的电影队，自1950年代起拍摄了《泰山南北》、《齐鲁英豪》、《姊妹易嫁》、《珍珠塔》等大量电影纪录片和戏曲片在港澳及海外发行，开创了中新社的电影事业。
1979年，中新社各业务部门重建，根据廖承志恢复中新社电影工作的指示，社领导从北京的电影制片机构调进一批专业人员，并将电影队扩编为电影部，组建了以吴江为董事长的“南海影业公司”。1981年，中新社第一部电影故事片《原野》投拍，并以“南海影业公司”名义亮相，这部影片1984年6月在意大利威尼斯电影节获评“最值得推荐影片”，但因故直至1987年才获准在国内公映，获第八届中国电影百花奖最佳故事片奖。
自电影《原野》开始，中新社电影部（1985年扩大为电影声像部）此后拍摄了一大批电影故事片和电影纪录片，包括故事片《南拳王》、《八百罗汉》、《精变》、《老店》、《春桃》、《北京故事》，纪录片《中华剑术》、《末代皇帝——溥仪》、《神秘的西藏》、《婚俗奇观》等，受到观众欢迎。中新社电影声像部的电影在海外创下票房佳绩，故事片《精变》在上海上映时清晨影院前观众排长队购票，《中华武术》、《末代皇帝——溥仪》在香港上映时创下纪录片票房最佳成绩。不少电影明星也加入中新社电影声像部的电影创作队伍中，包括刘晓庆、杨在葆、徐松子、陈宝国、陈小艺、濮存昕、姜文、葛优等。同时，电影声像部还迎来了长春电影制片厂、北京电影制片厂、上海电影制片厂的一批电影专业人才。
改革开放促进了中国影视合拍业务的发展，中新社电影声像部率先在国内开展中港电影合拍，作品《南拳王》、《八百罗汉》、《小毛孩夺宝奇缘》掀起功夫片潮流；中美合拍电影《北京故事》引发了海外观众的很大兴趣。随后中新社电影声像部又和英国合拍了电视片《龙的心》，和台湾合拍了电视片《八千里路云和月》、《海棠风情》，这些电视片在海外播放时都取得高收视率。
1994年，中新社南海影业公司拍摄了电影故事片《梁山伯与祝英台新传》，这是南海影业公司首次在一部电影中聚集海峡两岸多位明星参与拍摄的商业娱乐片，其中有台湾的电影明星胡慧中，大陆的电影明星濮存昕、陈小艺、程前及歌星景岗山、王洁实、谢莉斯。
中新社电影声像部拍摄的影视作品曾获许多奖项，电影《老店》获政府奖、《原野》获中国电影百花奖，电视剧《努尔哈赤》获中国电视剧飞天奖。国家电影事业管理局特批每年两部故事片指标给中新社电影声像部（南海影业公司），当时能享受此种待遇的仅有经国务院批准的中央和省级电影制片厂，全国仅十多家。当时中央召开的电影工作会议，上海、长春、珠海等地举办的国际、国内电影节也都邀中新社电影声像部作为正式代表参加。1995年纪念世界电影诞生一百周年、中国电影诞生九十周年之际，电影局还邀中新社电影声像部代表参加在人民大会堂举办的庆典。
1989年5月中新社电影声像部拍摄出了彭丽媛的个人专辑艺术片《在希望的田野上》，这是中国内地最早的MTV（音乐电视）专辑之一。该片于1989年7月20日获“松雷杯”全国首届录像节目评比一等奖，该片于1993年6月23日在中央电视台播出，受观众热烈欢迎。
1990年代，国务院侨务办公室为加强外宣工作，增进海外华侨华人对改革开放的了解，委派中新社电影声像部自1992年起开办电视专栏节目《神州博览》，在港澳及海外一经播出便深受欢迎。1996年7月，经上级批准，中新社电影声像部主任杨宝华在香港开发《神州博览》凤凰卫视版，请凤凰卫视主持人陈鲁豫主持并拍摄部分内容。1996年8月至12月，凤凰卫视派陈鲁豫来中新社电影声像部，在各地拍摄和编制，于1996年10月7日在凤凰卫视首次播出《神州博览》第一集，此后每周一播出一集，获得了可观的收视率。
2000年8月，中新社电影声像部更名为中新社影视部。2000年9月，影视部推出面向国内、国外两个市场的电视新闻周刊节目《流行中国》，并参展上海电视节，2001年3月《流行中国》正式面市。同时，影视部重启电影创作、筹备电视剧制作、投拍专题片和纪录片。
截至2001年，中新社影视部拥有南海影业公司、北京南海声像公司（1985年成立）。 2002年，南海声像公司更名为北京南海影业有限公司，2012年完成改制，成为国有股份制影视机构，仍隶属中新社。

### 视频新闻
2007年4月，中新社正式以“中新视频”名义对外发布电视新闻通稿，香港凤凰卫视以中新社联合报道的名义在整点新闻播出“中新视频”，台湾、澳门、美国、加拿大、德国等地的一些电视台每日接收“中新视频”稿件。2007年10月，中新社与新浪网签署战略合作协议，“中新视频”由此亮相新浪网。
2010年7月，中新社调整影视部业务，新设中新社视频新闻部，将视频新闻定位为“第三路通稿”，并以中新网为基础传播平台，推进视频访谈，还推出报道专栏“网事焦点”。 视频新闻部在2010年成立当年，先后参与了全国“两会”、玉树地震、上海世博会、舟曲特大泥石流灾害、广州亚运会、伦敦奥运会等重大事件的报道。
截至2011年底，中新社已有23个国内分社开展日常视频采编业务，香港视频采制中心启动，共发布“中新视频”新闻稿、专题片逾6600条，和北美、欧洲、东南亚、港澳台等地超过50家海外媒体客户建立了合作、供稿关系或者业务往来。

### 网络媒体

#### 中国新闻网
中国新闻网简称“中新网”，由中国新闻社主办。中新社最早于1995年在香港上网，是亚洲上网最早的中文媒体。1999年1月1日，中新社北京总社开办中国新闻网。
中新网现开设有首页、新闻中心等众多频道，并开办了图片库等。中新网旗下还有中新社海内外各分社开设的江西、安徽、北京、重庆、福建、甘肃、广东、广西、海南、河北、河南、湖北、湖南、江苏、山东、山西、陕西、上海、四川、新疆、云南、香港、东京等30多个分支网站。
2001年4月11日，北京中新网讯商务网络有限公司注册成立。2001年4月30日及2007年8月30日，中国新闻社分别与北京中新网讯商务网络有限公司（2007年9月7日更名为北京中新网信息科技有限公司）签订《合作协议》，约定中国新闻社将协议签署之前和签署之后公开发表在中国新闻网的所有文字和图片作品的著作权转让给北京中新网讯商务网络有限公司。2007年10月16日，国务院新闻办公室网络新闻宣传局同意北京中新网信息科技有限公司运营“中国新闻网”从事互联网新闻信息服务业务。2007年10月18日，中国新闻社出具《授权书》一份，授权北京中新网信息科技有限公司全权负责其图文资讯网络经营销售业务。
北京中新网信息科技有限公司是由中国新闻社投资控股的互联网媒体公司，到2010年代已成为基于网站、APP、微博、微信等多终端服务平台，对外提供新闻浏览、网民互动、IT服务、软件研发、影视制作等服务的公司。公司独立开发和运营中国新闻网，公司旗下还有中国侨网、英文网等，拥有新闻采编、视频、技术服务等各类资质。

#### 中国新闻图片网
2001年1月1日，中国新闻图片网正式上网发布。由中新社新闻图片网络中心运行。中新社新闻图片网络中心由中新社主办，是中华人民共和国仅有的几家每日及时播发新闻图片的机构之一，将每天的国际新闻图片制作成电子文本，通过国际互联网将用户和图片作者整合成直观、可视化的采编、制作、播发平台。平台设计模式向“图片超市”的目标靠拢。
中国新闻图片网由王瑶担纲总策划，摄影家赵伟、贾国荣任顾问。2000年2月，中新社记者王瑶拍摄的《六十岁的艺术家重返舞台》获第43届“荷赛”（世界新闻摄影比赛）艺术类组照一等奖，她也是世界首位“荷赛”奖华人女性获得者。

#### 中国侨网
中国侨网是由华声报(电子版)社主办的面对全球华侨华人提供综合性信息服务的专业网站，是中国内地最大的侨务网络信息平台。华声报社是中华人民共和国国内唯一一家只有网络媒体的对外新闻宣传机构。国内第一家全国性的侨界专业报纸《华声报》是华声报社的前身，由廖承志创立，曾发行世界近百个国家和地区。
中国侨网宣传中华人民共和国侨务信息，中国侨网与中国政府机构、新闻传媒、社会各界以及世界各地的华侨华人社团有着广泛而密切的联系。

#### 中新经纬
中新经纬是由中国新闻社主办的财经新媒体，拥有中国互联网新闻信息采编发布服务资质（一类）。以手机客户端（APP）等为主要传播平台，以“权威、前瞻、专业、亲和”为特色宗旨，传播财经资讯、解读经济政策、讲述商界故事，打造精英的财经资讯平台。
中新经纬拥有APP、网站、微信公众号、微博等平台，同时通过今日头条、一点资讯、搜狐、网易、新浪、秒拍等十余个主流平台进行内容分发。中新经纬7×24小时全天候发布财经新闻，APP开设要闻、高层、金融、股市、房产等18个精品栏目，每天发布大量原创报道。
中新经纬旗下智库平台——中新经纬研究院已经与200多位专家达成长期合作，汇集了来自国务院发展研究中心、中国社会科学院、中国国际交流中心、北京大学、清华大学等机构的专家学者，以及中银国际等专业证券资本研究机构的研究人员。同时，中新经纬广泛联系港澳台及海外华商。目前已经与全球61个国家和地区的近200家华商组织进行资源共享、资讯定制、线下活动等合作，依托中新社遍布中国各地及全球主要国家（地区）的采编网络向华商提供定制化服务。

### 刊物出版
中新社在国内出版有《中国新闻周刊》、《风雅》（月刊）和《世界华文传媒年鉴》等刊物，在香港出版有《中华文摘》（月刊），并办有香港中国新闻出版社。
《中国新闻周刊》由中国新闻社主办，创办于1999年。以“纪录时代变迁、推动社会整体进步”为宗旨。其个性化标签是“影响有影响力的人”。
《中国新闻周刊》是目前中华人民共和国国内唯一能确定达到中央高层的市场化运作的新闻周刊，唯一能进入全国“两会”会场的时政杂志、国内唯一一份各国驻中国及中国驻外所有使领馆和重要侨团订阅的杂志。《中国新闻周刊》还是中国国际航空公司、美国联合航空公司、法国航空公司的指定机上阅读刊物。

## 机构设置
中新社党委
总社各部门
| 总社采编部门 - 总编室 - 政文部（军事部） - 经济部 - 摄影部 - 特稿中心 - 港澳台部 - 国际部 - 侨务新闻部 - 海外中心 - 中新网编辑部 - 视频新闻部 - 影视部 - 《中国新闻周刊》 - 《中国新闻》编辑部 - 图片网络中心 - 华文传媒研究中心 | 总社管理职能部门 - 办公室 - 人事部 - 财务部 - 技术部 - 行政管理部 - 纪检监察室 - 离退办 ...... |

分社
- 北京分社
- 天津分社
- 河北分社
- 山西分社
- 内蒙古分社
- 辽宁分社
- 吉林分社
- 黑龙江分社
- 上海分社
- 江苏分社
- 浙江分社
- 安徽分社
- 福建分社
- 江西分社
- 山东分社
- 河南分社
- 湖北分社
- 湖南分社
- 广东分社
- 广西分社
- 海南分社
- 香港分社
- 澳门分社
- 重庆分社
- 四川分社
- 贵州分社
- 云南分社
- 西藏分社
- 陕西分社
- 甘肃分社
- 新疆分社
- 台湾驻点[28]
- 泰国分社
- 菲律宾分社
- 马来西亚分社
- 印尼分社
- 澳大利亚分社
- 日本分社
- 南非分社
- 俄罗斯分社
- 德国分社
- 比利时分社
- 法国分社
- 英国分社
- 尼泊尔分社
- 巴西分社
- 美国分社
- 加拿大分社[29]

## 历任领导
中国新闻社历任社长、总编辑如下：
| 社长 1. 金仲华（1952年12月—1969年1月） 2. 林修德（1978年12月—1984年9月） 3. 王士谷（1984年9月—1988年1月） 4. 诸有钧（1988年2月—1994年11月） 5. 郭瑞（1994年11月—2000年2月） 6. 刘泽彭（2000年2月—2007年2月） 7. 郭招金（2007年2月—2009年3月） 8. 刘北宪（2009年3月—2015年2月5日） 9. 章新新（2015年2月6日—2019年11月7日） 10. 陈陆军（2019年11月8日─） | 总编辑 1. 蓝钰（1952年12月—1955年8月） 2. 张帆（1955年8月—1969年1月） 3. 王士谷（1984年9月—1987年6月） 4. 王瑾希（1987年7月—1990年6月） 5. 诸有钧（1990年7月—1994年11月） 6. 郭健（1994年11月—1998年12月） 7. 郭招金（1998年12月—2007年2月） 8. 刘北宪（2007年2月—2009年3月） 9. 章新新（2009年3月—2015年2月） 10. 王晓晖（2015年3月—） |

## 世界华文传媒论坛
中新社每两年主办一次“世界华文传媒论坛”，是规模最大的全球华文传媒领袖峰会，从2001年开始举办。
2009年9月19日至21日，第五届世界华文传媒论坛在上海举行。来自世界五大洲47个国家和地区的约350家媒体代表及中国国内150多家媒体代表就“全球金融危机下的华文媒体”和“海外华文媒体与上海世博”两大主题进行高层次对话。由中国新闻社发起的“世界华文媒体合作联盟”在此次论坛上成立，以“服务、互动、平等、共赢”为宗旨，截至2017年该联盟已有34个国家和地区的304家成员单位。